# Фесант Ран (Охајо)
Фесант Ран (енгл. Pheasant Run) насељено је место без административног статуса у америчкој савезној држави Охајо.

## Демографија
По попису из 2010. године број становника је 1.397.
| Група             | 2000.    | 2010.         |
| Белци             | 0 (0,0%) | 1.314 (94,1%) |
| Афроамериканци    | 0 (0,0%) | 11 (0,8%)     |
| Азијати           | 0 (0,0%) | 1 (0,1%)      |
| Хиспаноамериканци | 0 (0,0%) | 44 (3,1%)     |
| Укупно            | 0        | 1.397         |